# Locomotora Shay

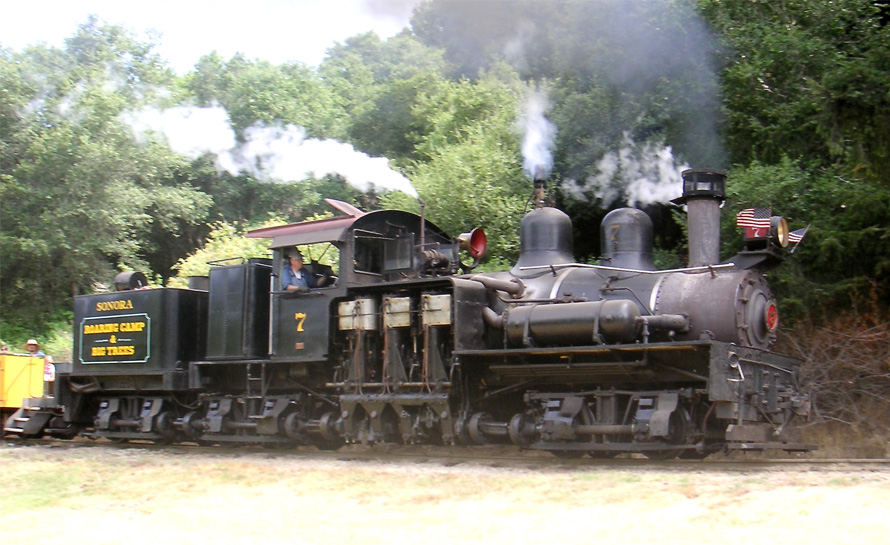
Shay Sonora Clase C No. 7 (tres bogies motores y ténder articulado)

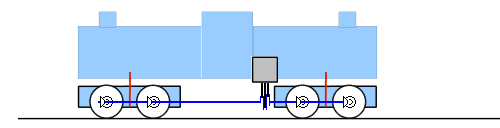
Diagrama de una locomotora Shay

La locomotora Shay fue el tipo de locomotora de vapor con engranajes más utilizada. Las máquinas se construyeron bajo las patentes de Ephraim Shay, a quien se le atribuye la popularización del concepto de la locomotora de vapor con engranajes. Aunque los diseños de las primeras locomotoras difería notablemente de los posteriores, existe una clara línea de desarrollo que une a todas las máquinas Shay.

## Desarrollo

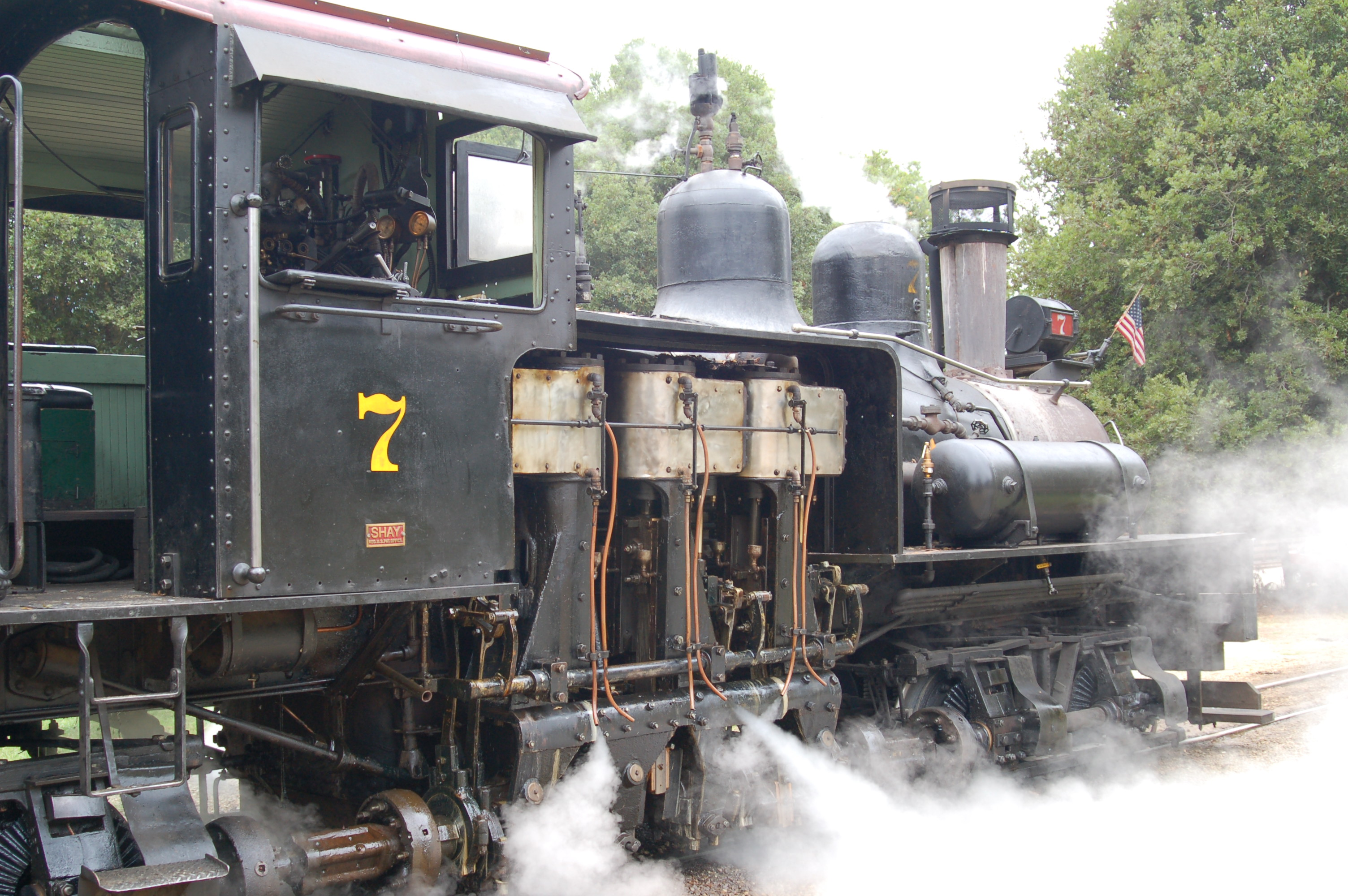
Shay Sonora Class C No. 7
Ferrocarril de Vía Estrecha de Roaring Camp y Big Trees, Felton (California)

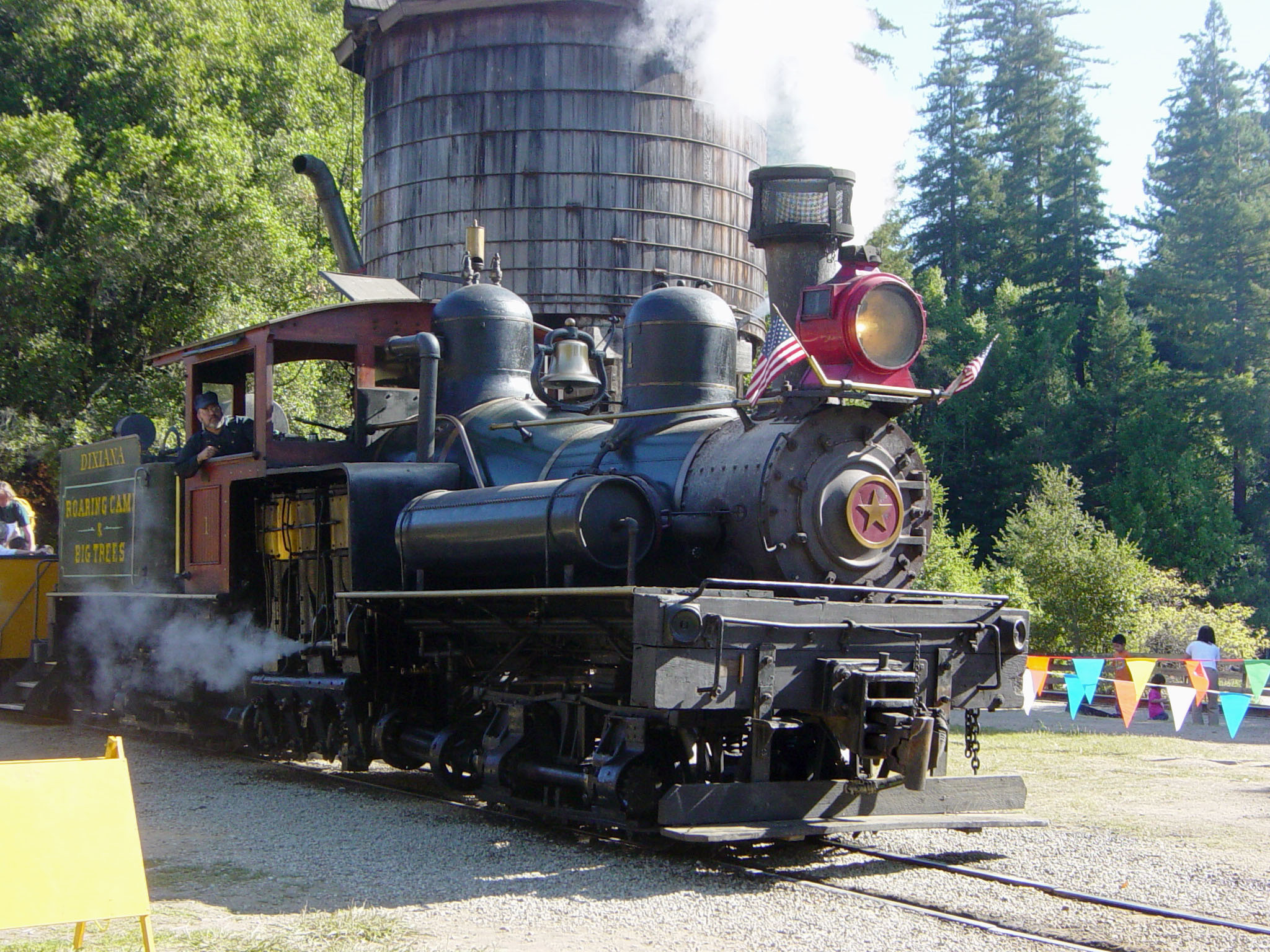
Lado del maquinista de la Locomotora Shay Clase No. 1 Dixiana, en el Ferrocarril de Vía Estrecha de Roaring Camp y Big Trees

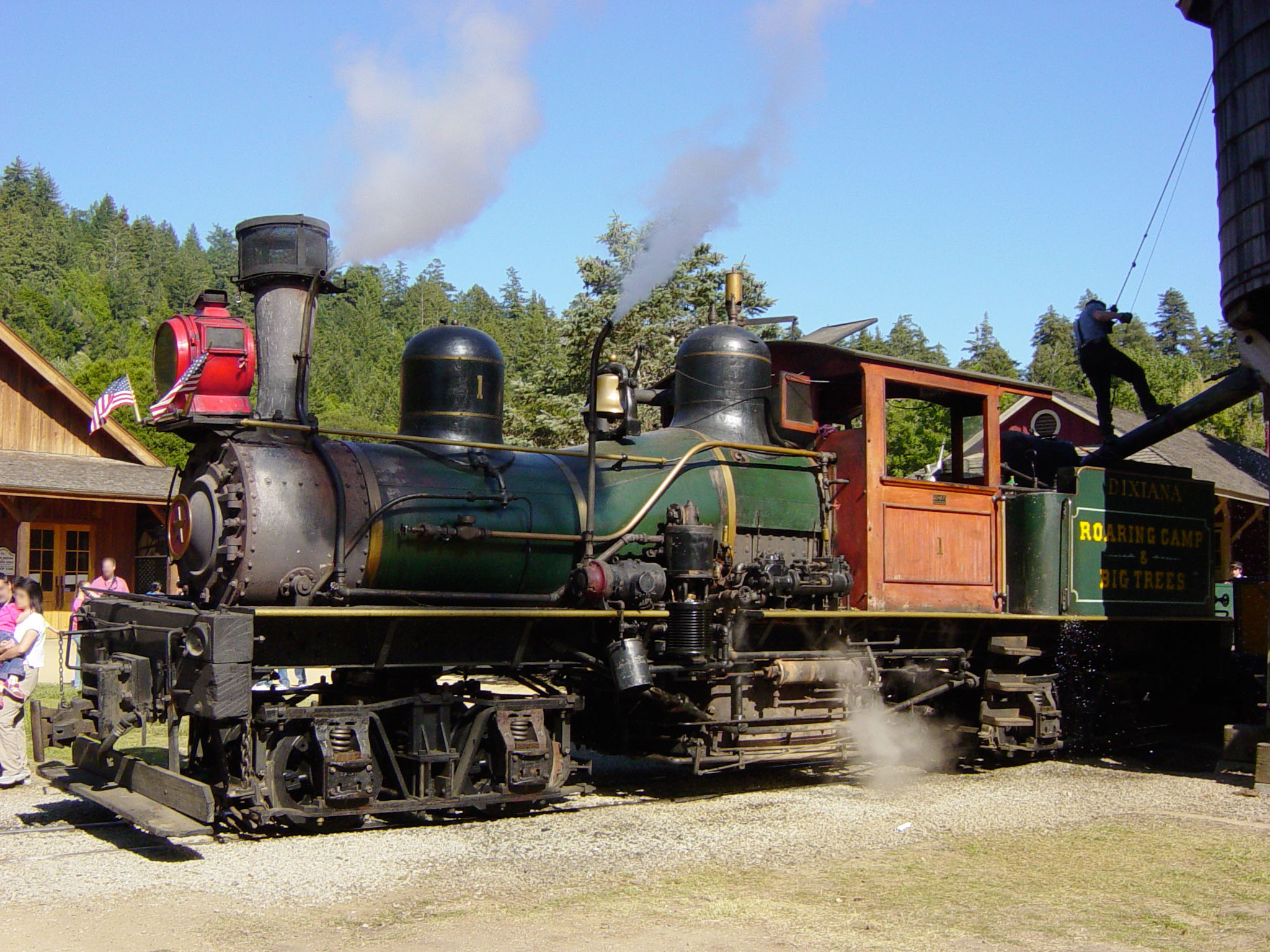
Lado de los accesorios de la No. 1 Dixiana

Ephraim Shay (1839–1916), fue maestro de escuela, empleado de un hospital durante la Guerra de Secesión, funcionario, maderero, comerciante, propietario de un ferrocarril e inventor, que vivía en Míchigan.
En la década de 1860 se dedicó al negocio de la madera y quería disponer de una manera de mover troncos hasta el aserradero de Sawmill (Arizona) que los trineos arrastrados sobre la nieve en invierno. Construyó su propio tranvía en 1875, con vías de 2 pies 2 plg (660 mm) de ancho sobre traviesas de madera, lo que le permitió transportar los troncos durante todo el año. Dos años más tarde, desarrolló la idea de disponer un motor sobre un vagón plataforma con una caldera, un conjunto de engranajes y unos bogies (capaces de pivotar). La primera máquina Shay solo tenía dos cilindros, y el bogie delantero era pivotante, mientras que el trasero estaba fijado al bastidor y no podía girar, como sucede con las ruedas tractoras de una locomotora de vapor convencional. Montó una caldera de 3 pies (914 mm) de diámetro y 5 pies (1524 mm) de alto centrada en el bastidor principal, con el depósito de agua sobre el bogie delantero y con un motor suministrado por William Crippen montado en forma transversal sobre el bogie trasero. Su primera idea consistió en utilizar una transmisión por cadena desde el motor a través del suelo de la plataforma, conectada con el eje del bogie. No se sabe si accionaba uno o ambos ejes, pero pronto descubrió que la transmisión por cadena no era práctica, y probó una transmisión por correa. La idea no tardó mucho en hacerse popular.
Shay solicitó y se le otorgó una patente por la idea básica en 1881, y posteriormente también patentó un bogie con engranajes mejorado para sus motores en 1901. La compañía Lima Locomotive Works de Lima (Ohio), había construido el prototipo del sistema motor ideado por Ephraim Shay ya en 1880.
Antes de 1884, todas las máquinas Shay fabricadas por Lima pesaban 10 a 15 toneladas cortas (9,1 a 13,6 t) cada una y tenían solo dos cilindros. En 1884 se produjo la primera máquina de 3 cilindros (Clase B), y en 1885, la primera con tres bogies (Clase C). El éxito del diseño de Shay condujo a una importante expansión y reorganización de la compañía Lima. El fabricante no había quedado muy impresionado cuando recibió la propuesta por primera vez, hasta que John Carnes influyó en la compañía para usar la idea, que daría como resultado el diseño clásico de Shay.
En 1903, Lima podía afirmar que había entregado la "locomotora exclusivamente sobre ruedas motrices más pesada del mundo", la primera Shay de 4 bogies (Clase D), con un peso 140 ST (125 LT; 127 t). Esta máquina se construyó para la Línea El Paso-Rock Island, desde Alamogordo hasta Cox Canyon, 31 millas (49,9 km) sobre curvas sinuosas y fuertes rampas de hasta 6%. El uso de un ténder de gran capacidad sobre dos bogies era necesario porque la mala calidad del agua en la línea significaba que la locomotora tenía que transportar suficiente agua para un viaje de ida y vuelta.
Lewis E. Feightner, trabajando para Lima, patentó los soportes de montaje del motor mejorados y un sobrecalentador para las máquinas Shay en 1908 y 1909.
Después de que las patentes básicas de Shay expiraron, la compañía Willamette Iron and Steel Works de Portland (Oregón), fabricó locomotoras tipo Shay, y en 1927, Willamette obtuvo una patente sobre un bogie con engranajes mejorado para estas locomotoras. Dado que "Shay" era una marca registrada de Lima, estrictamente hablando es incorrecto referirse a las locomotoras fabricadas por Willamette y otros como "Shay". Seis locomotoras de patentes Shay, conocidas como Shay de estilo Henderson, fueron construidas por "Michigan Iron Works" en Cadillac (Míchigan).

## Resumen
Las locomotoras Shay tenían los tubos de fuego de la caldera desplazados hacia la izquierda, con el fin de proporcionar espacio y contrarrestar el peso de la "máquina de vapor" de dos o tres cilindros, montada verticalmente a la derecha con los ejes de transmisión longitudinales que se extienden hacia adelante y hacia atrás desde el cigüeñal a la altura del eje de la rueda. Estos ejes tenían cardán y juntas prismáticas de deslizamiento de sección cuadrada para acomodar el giro de los bogies. Cada eje era impulsado por un engranaje cónico separado, sin bielas laterales.
La gran eficacia de estas máquinas radica en el hecho de que todas las ruedas (incluidas en algunos casos las que estaban bajo el ténder), eran motrices, de forma que todo el peso de la máquina contribuía a generar esfuerzo de tracción. Su elevada desmultiplicación entre el número de giros del motor y las revoluciones de las ruedas, permitía que las Shay funcionaran con un mínimo deslizamiento parcial, donde un motor de vapor con bielas convencional hubiera hecho girar sus ruedas motrices descontroladamente, quemando los rieles y perdiendo toda tracción.
Las locomotoras Shay a menudo se conocían como bobinadoras laterales o bobinadoras por sus ejes de transmisión montados lateralmente. La mayoría se fabricaron para su uso en los Estados Unidos, pero muchas fueron exportadas a una treintena de países, ya fuera por la compañía Lima, o después de que empezaran a alcanzar el límite de su vida útil en los Estados Unidos.

## Clases
Aproximadamente 2770 locomotoras Shay fueron construidas por Lima en cuatro clases, de 6 a 160 toneladas, entre 1878 y 1945:
- Clase A: Dos cilindros, dos bogies. Peso entre 6 y 24 toneladas.
- Clase B: Tres cilindros, dos bogies. Peso entre 10 y 80 toneladas.
- Clase C: Tres cilindros, tres bogies. Peso entre 40 y 160 toneladas.
- Clase D: Tres cilindros, cuatro bogies. Peso de 100 y 150 toneladas. No eran más potentes que las de la Clase C, pero tenían una mayor capacidad de combustible y agua, lo que les proporcionaba una mayor adherencia.

Se construyeron dos Shays de 15 toneladas con dos cilindros y tres bogies.
Se construyeron cuatro Shays con la posición del maquinista al lado contrario, todas encargadas especialmente para la empresa Sr. Octaviano B. Cabrera Co., de San Luis de la Paz, México.

## Unidades conservadas

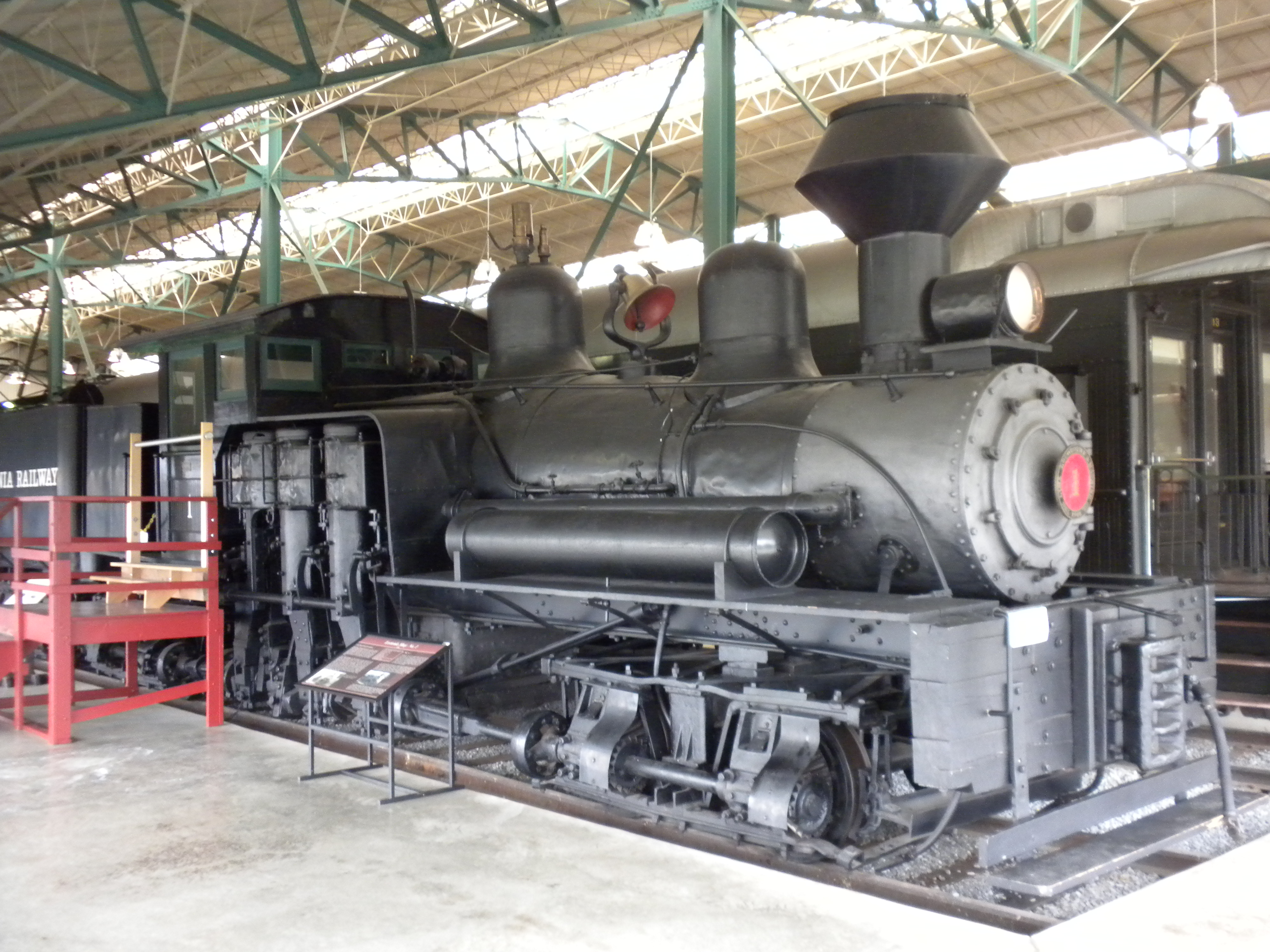
La «Leetonia No. 1» en el Museo del Ferrocarril de Pensilvania

En 2013 constaban 118 locomotoras Shay inventariadas, aunque algunas eran reconstrucciones a partir de piezas de varias máquinas. Veinte están en funcionamiento, nueve en proceso de restauración, 66 se exhiben estáticamente y una docena son mantenidas por particulares.

## Imágenes

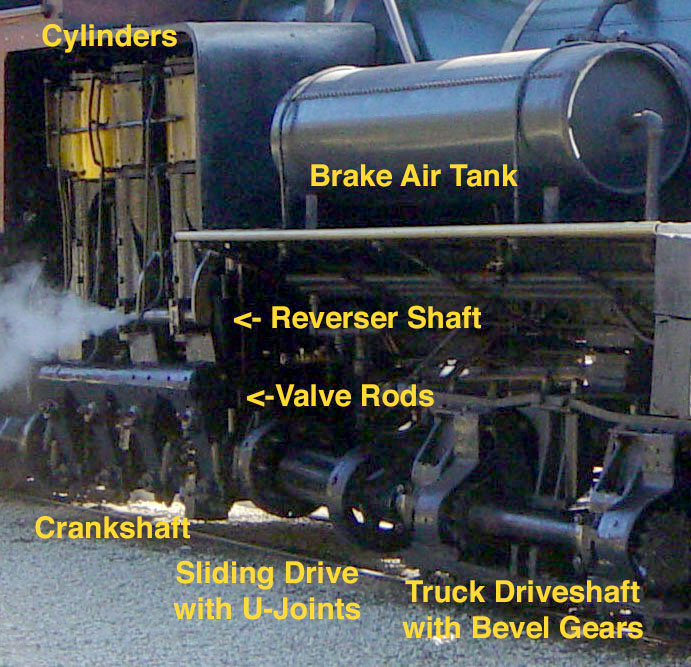
Foto donde se identifican los elementos accesorios de la locomotora del Ferrocarril Panorámico de Cass
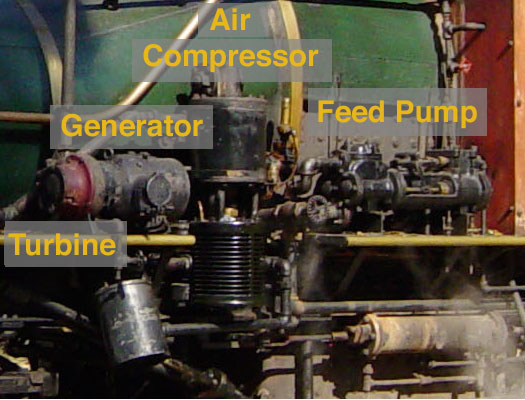
Detalles del accesorio Dixiana (El dispositivo etiquetado como "Bomba de alimentación" es en realidad una Bomba contra incendios que alimenta agua a una manguera utilizada para combatir incendios. Dixiana utiliza dos inyectores Nathan Monitor # 6 como dispositivos de alimentación de la caldera).
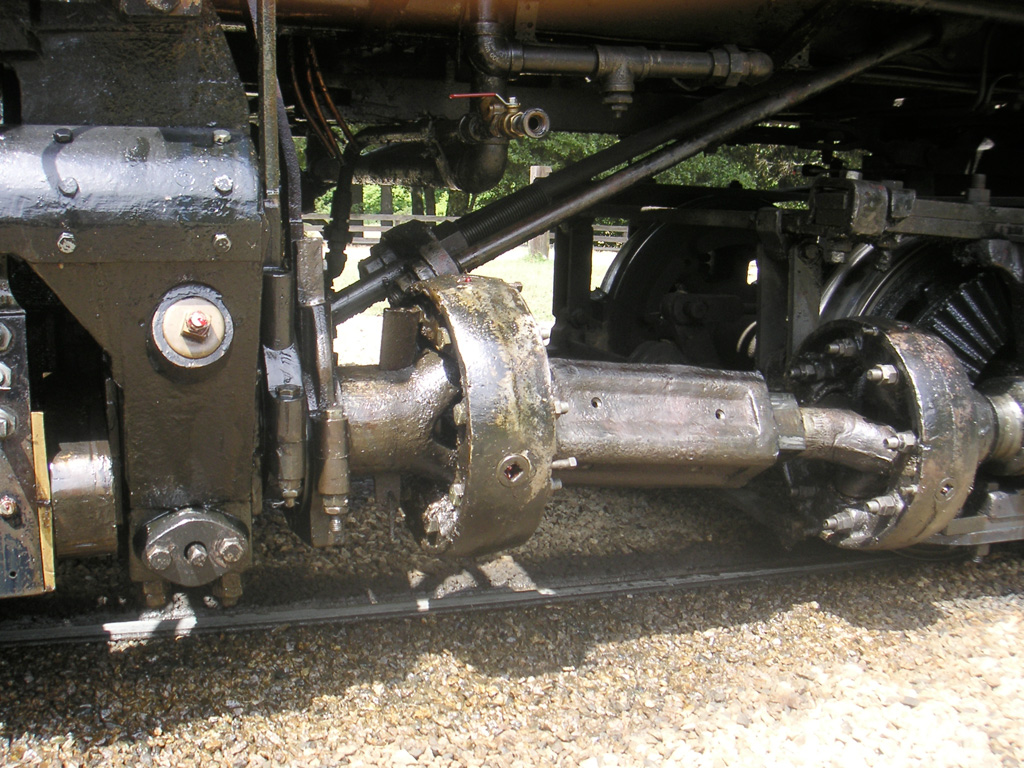
Juntas universales  Sonora  con un acoplamiento deslizante entre ambas
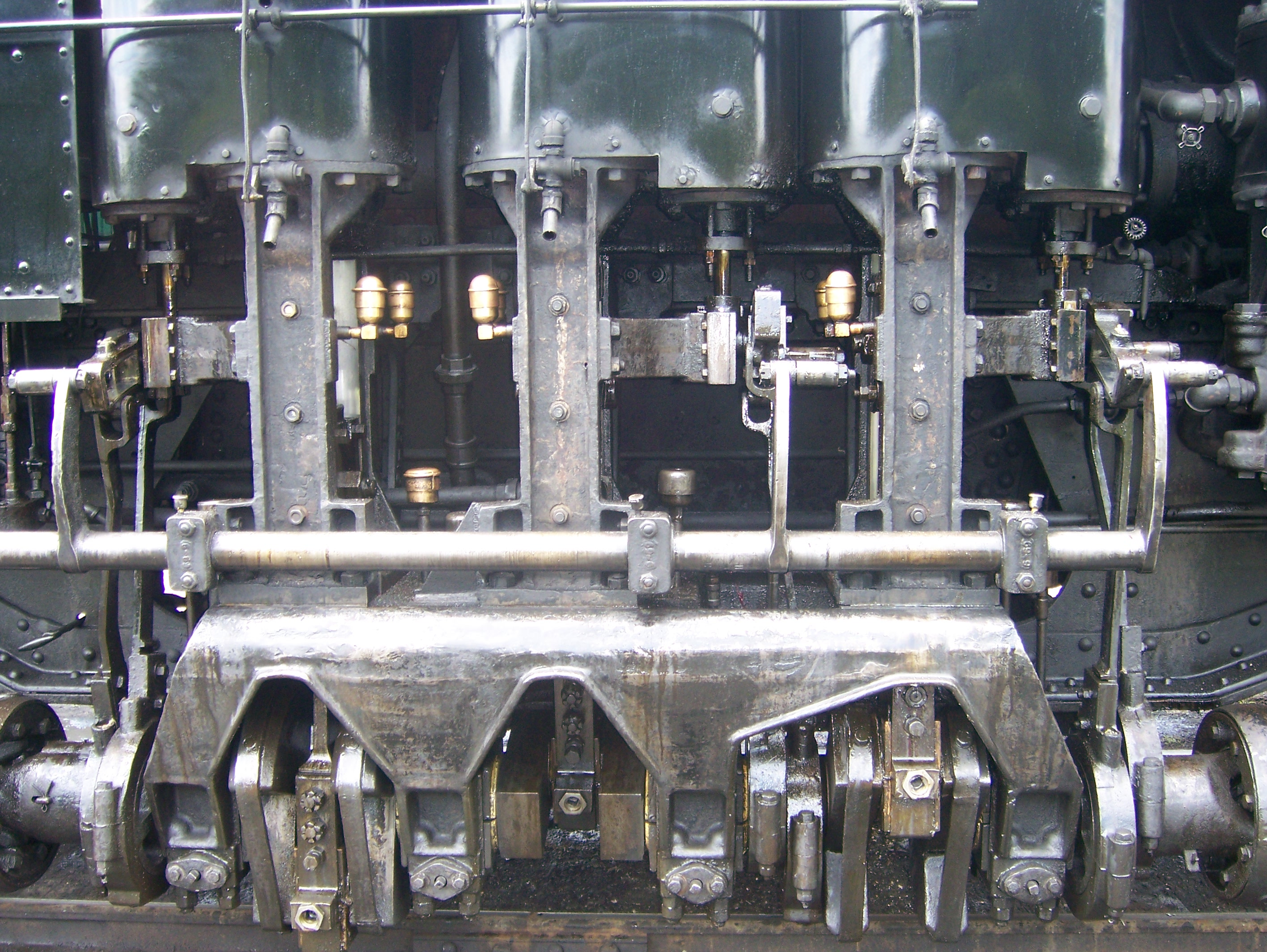
Motor de la locomotora Shay construida por Lima Locomotive Works (n/s 3320 de 1928). La locomotora todavía está en funcionamiento en el Ferrocarril Panorámico de Cass State Park, como Cass Scenic No. 2
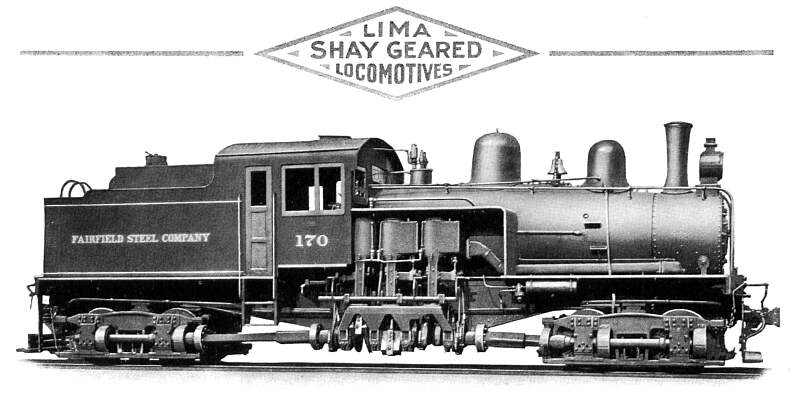
Ilustración del catálogo de Lima - Clase B 70 toneladas (n/s 2982 de 1918). La máquina Fairfield Steel 170 más tarde se convirtió en la Tennessee Coal, Iron and Railroad 170
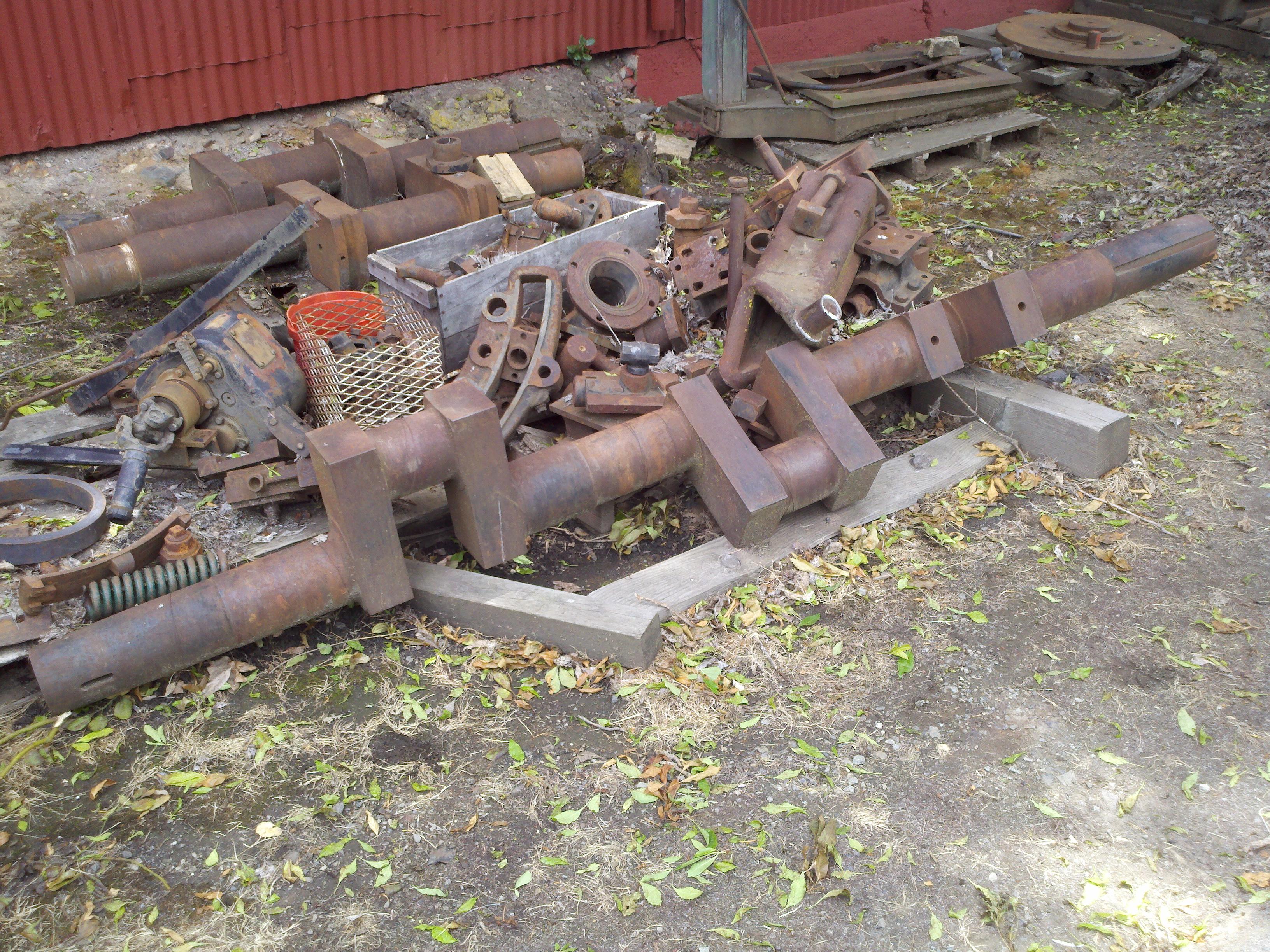
Un cigüeñal Shay y piezas variadas en Parque Histórico Estatal Railtown 1897
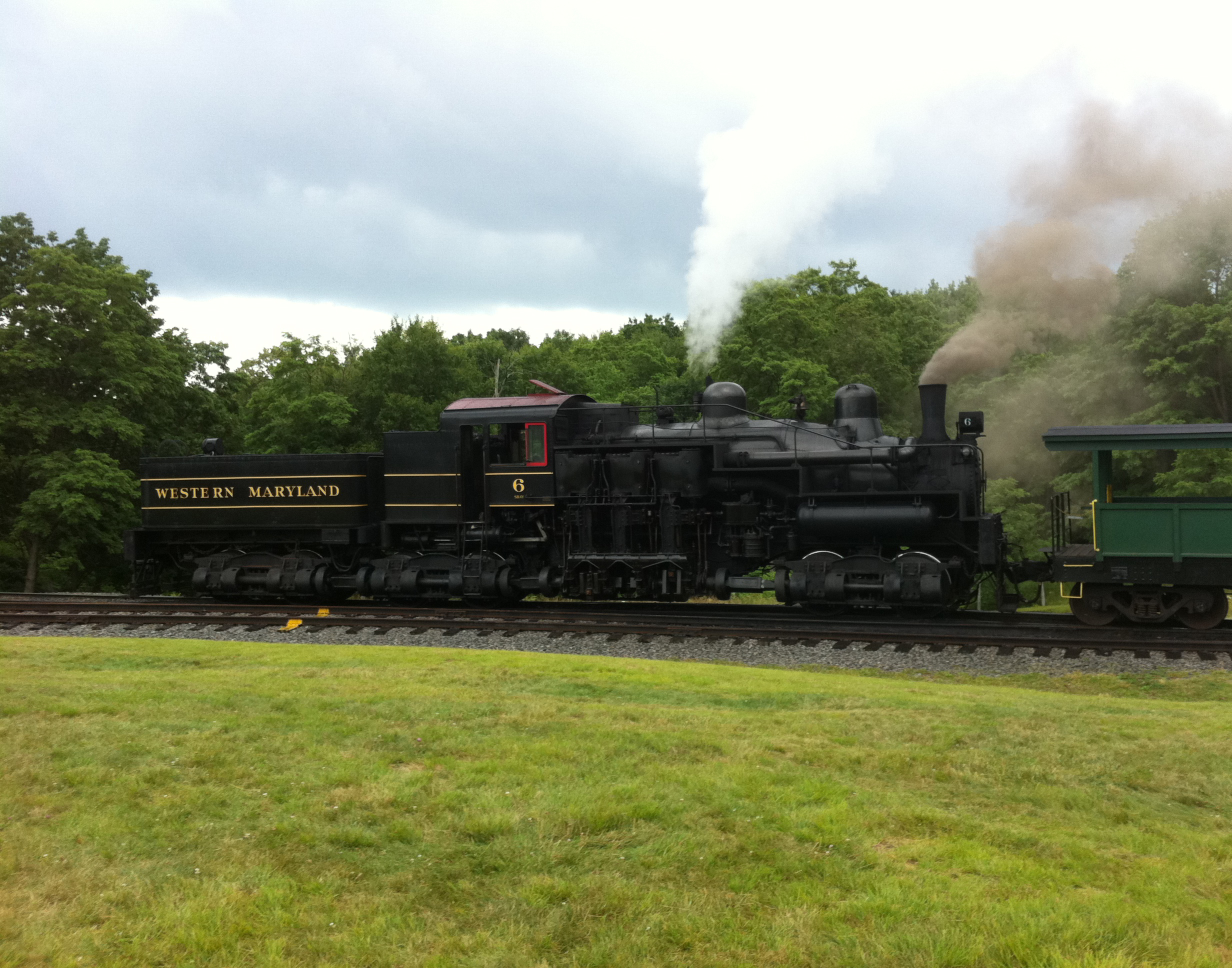
Máquina Shay No. 6 del Ferrocarril Panorámico de Cass
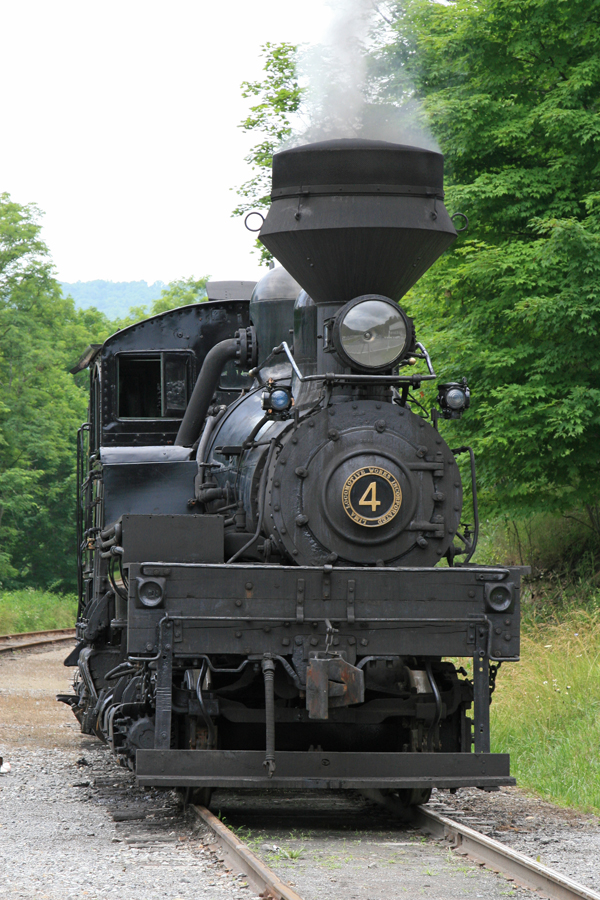
Máquina Shay No. 4 del Ferrocarril Panorámico de Cass
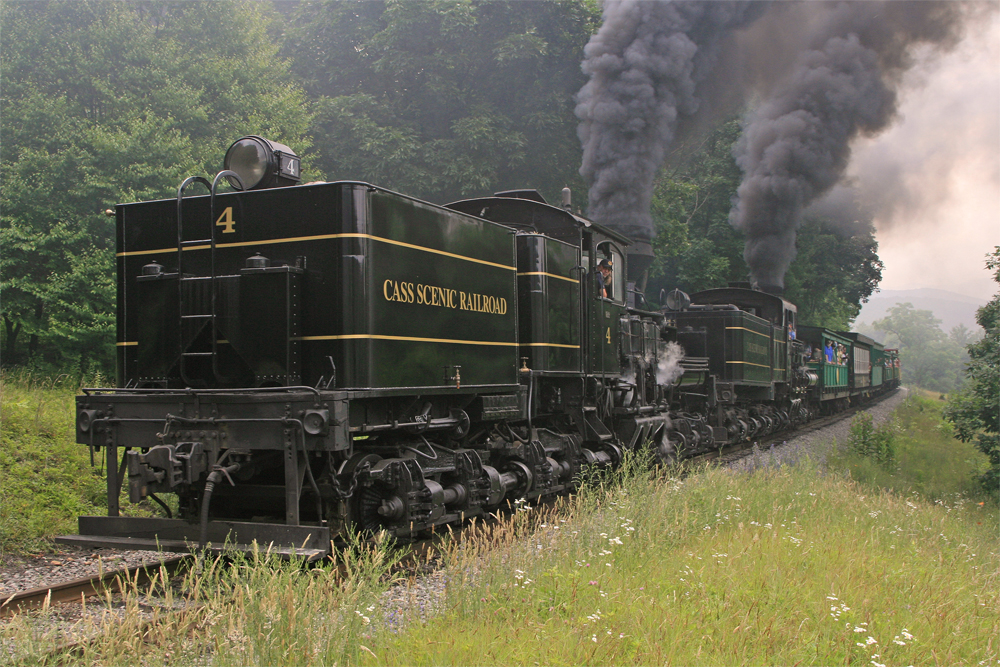
La misma Máquina No. 4